# Tranquillity (demo)
Tranquillity er en kasette fra det svenske melodiske dødsmetalband Dark Tranquillity der blev udgivet i 1993. Kasetten indeholder en samling af sangene fra demoerne Trail of Life Decayed og A Moonclad Reflection. Den var lavet i cirka 2000 oplag .

## Spor
1. "Midwinter" – 00:57
2. "Yesterworld" – 07:56
3. "Unfurled By Dawn" – 07:24
4. "Beyond Enlightenment" – 04:51
5. "Vernal Awakening" – 05:30
6. "Void Of Tranquillity" – 07:31